# Rhabdoblatta melanosoma
Rhabdoblatta melanosoma är en kackerlacksart som först beskrevs av Henri Saussure 1869.  Rhabdoblatta melanosoma ingår i släktet Rhabdoblatta och familjen jättekackerlackor. Inga underarter finns listade i Catalogue of Life.